# Cold open
Een cold open of ook wel teaser is een manier waarop een aflevering van een televisieserie of een film kan beginnen; in plaats van de gangbare openingstitels wordt direct een shot getoond waarin een plot vastgesteld wordt, meestal met de hoofdpersonages. De openingstitels of de leader volgen dan over het algemeen na die scène. Daardoor is het moeilijker deze uit de aflevering over te slaan, wat op commerciële televisiezenders in Nederland vaak gebeurt om zendtijd te beperken. Wanneer dat wel gebeurt, is er dus effectief sprake van een kunstmatig gecreëerde cold open, al dan niet ten faveure van (meer) commercials, een beeldvullend zenderlogo of alternatieve eind- of begincredits die zodanig kort duren dat wegzappen niet waarschijnlijk is.

## Voorbeelden
Het gebruik van een cold open vindt men met name bij soapseries, sitcoms (comedy series) en humoristische programma's. Voorbeelden uit het buitenland zijn onder andere Cheers, Friends en 30 Rock. Ook de series Brooklyn Nine-Nine en Malcolm in the Middle gebruiken een cold open. Hier wordt echter niet de verhaallijn van de aflevering geïntroduceerd, maar een op zichzelf staande sketch getoond. Toch wordt dit gebruik wel tot het begrip cold open gerekend.
In België begint onder andere de serie Familie met een cold open.
De cold open wordt ook vaak gebruikt om eerdere verhaallijnen kort samen te vatten wanneer deze belangrijk zijn om de komende aflevering te kunnen volgen, zoals in langlopende soapseries, bij een nieuw televisieseizoen na een cliffhanger die het vorige seizoen afsloot, of wanneer de aflevering deel uitmaakt van meerdelige reeks in een tv-serie die doorgaans uit losse, op zichzelf staande afleveringen bestaat; niet zelden wordt dan een verhaal verteld in een twee- of drieluik omdat één aflevering niet voldoende tijd biedt om het plot te ontvouwen.